# Achyrophorus
Achyrophorus là một chi thực vật có hoa trong họ Cúc (Asteraceae).

## Loài
Chi Achyrophorus gồm các loài: